# Sandro Viana
Sandro Ricardo Rodrigues Viana (né le 26 mars 1977 à Manaus) est un athlète brésilien, spécialiste du sprint. Son club est le São Raimundo (AM).
Il a participé sur 100, 200 m et en relais aux Championnats du monde d'athlétisme 2007. Il obtient une médaille de bronze sur 100 m avec 10 s 44 aux championnats d'Amérique du Sud 2011.

## Palmarès

### Championnats du monde d'athlétisme
- Championnats du monde d'athlétisme de 2007 à Osaka ( Japon)
  - éliminé en série sur 100 m
  - éliminé en quart de finale sur 200 m
  - 4e en relais 4 × 100 m

### Jeux panaméricains
- Jeux Panaméricains de 2007 à Rio de Janeiro ( Brésil)
  - disqualifié sur 200 m
  -  Médaille d'or en relais 4 × 100 m

### Meilleures performances
- 100 m : 10.3h 	 -1.4 	1 São Paulo 10 juillet 2004
  - temps automatique : 	 10.28 	 0.4 	1 NC São Paulo 20 juin 2007
- 200 m : 20,43 A 0.0 	1 Cochabamba 3 juin 2007